# Unité urbaine de Caudry
L'unité urbaine de Caudry est une agglomération française centrée sur la commune de Caudry, dans le  département du Nord, en région Hauts-de-France.

## Données générales
Dans le zonage réalisé par l'Insee en 1999, l'unité urbaine était composée de deux communes (Béthencourt et Caudry).
Dans le zonage réalisé en 2010, l'unité urbaine était composée de quatre communes, s'étant agrandie en fusionnant avec l'unité urbaine de Beauvois-en-Cambrésis, composée de cette commune et de Fontaine-au-Pire.
Dans le nouveau zonage réalisé en 2020, elle est composée des quatre mêmes communes.
En 2022, avec 17 886 habitants, elle représente la 9e unité urbaine du département du Nord et occupe le 28e rang dans la région Hauts-de-France.
En 2020, sa densité de population s'élève à 615 hab/km2. Par sa superficie, elle représente 0,51 % du territoire départemental et, par sa population, elle regroupe 0,69 % de la population du département du Nord.

## Composition 2020 de l'unité urbaine
Elle est composée des quatre communes suivantes :
| Nom                   | Code Insee | Département | Statut       | Superficie (km2) | Population (dernière pop. légale) | Densité (hab./km2) | Modifier                                    |
| --------------------- | ---------- | ----------- | ------------ | ---------------- | --------------------------------- | ------------------ | ------------------------------------------- |
| Caudry (ville-centre) | 59139      | Nord        | ville-centre | 12,94            | 14 032 (2022)                     | 1 084              | modifier les données · modifier les données |
| Beauvois-en-Cambrésis | 59063      | Nord        | banlieue     | 3,52             | 1 948 (2022)                      | 553                | modifier les données · modifier les données |
| Béthencourt           | 59075      | Nord        | banlieue     | 5,15             | 697 (2022)                        | 135                | modifier les données · modifier les données |
| Fontaine-au-Pire      | 59243      | Nord        | banlieue     | 7,57             | 1 209 (2022)                      | 160                | modifier les données · modifier les données |

## Évolution démographique
| 1968   | 1975   | 1982   | 1990   | 1999   | 2009   | 2014   | 2021   |
| ------ | ------ | ------ | ------ | ------ | ------ | ------ | ------ |
| 17 878 | 17 938 | 18 336 | 17 499 | 17 251 | 18 158 | 19 150 | 17 958 |

#### Données générales
- Unité urbaine en France
- Aire d'attraction d'une ville
- Liste des unités urbaines de France

#### Données démographiques en rapport avec l'unité urbaine de Caudry
- Aire d'attraction de Caudry
- Arrondissement de Cambrai

#### Données démographiques en rapport avec le Nord
- Démographie du Nord